# BANK1
La proteina scaffold dei linfociti B con ripetizioni di anchirine 1, nota con l'acronimo Bank1, è coinvolta nello scaffolding dei linfociti B. Agisce come substrato della tirosin-chinasi coinvolta nella fosforilazione dell'inositolo trifosfato.
È codificata dal gene BANK1.
Risulta coinvolta nella patogenesi del lupus eritematoso sistemico, della sclerodermia, della psoriasi e dell'artrite reumatoide.